# جواو سيمويس
جواو سيمويس هو لاعب كرة طائرة ولاعب كرة قدم برتغالي في مركز الدفاع، ولد في 11 يونيو 1986 في قلمرية في البرتغال. لعب مع نادي أكاديميكا كويمبرا.

## وصلات خارجية
- جواو سيمويس على موقع قاعدة بيانات كرة القدم.إي يو (الإنجليزية)
- جواو سيمويس على موقع Soccerway.com (الإنجليزية)